# Campeonato NORCECA de Voleibol Femenino de 2011
El Campeonato NORCECA de Voleibol Femenino 2011 fue la XXII edición del máximo torneo de selecciones femeninas de voleibol pertenecientes a la Confederación de Norteamérica, Centroamérica y el Caribe de Voleibol (NORCECA), se llevó a cabo del 12 al 17 de septiembre de 2011 en Caguas, Puerto Rico.
El campeón clasifica a la Copa Mundial de Voleibol Femenino de 2011 en Japón en noviembre.

## Equipos participantes
| Grupo A     | Grupo B           | Grupo C              |
| ----------- | ----------------- | -------------------- |
| Puerto Rico | Estados Unidos    | República Dominicana |
| Costa Rica  | Canadá            | Cuba                 |
| México      | Trinidad y Tobago | Panamá               |

## Procedimiento de desempate
1. Número de partidos ganados
2. Puntos de partido
3. Proporción de puntos
4. Proporción de sets
5. Resultado del último partido entre los equipos empatados

- Partido ganado 3–0: 6 puntos de partido para el ganador, 1 puntos de partido para el perdedor.
- Partido ganado 3–1: 5 puntos de partido para el ganador, 2 punto de partido para el perdedor.
- Partido ganado 3–2: 4 puntos de partido para el ganador, 3 puntos de partido para el perdedor.

## Ronda preliminar
- Del 12 al 14 de septiembre
- Sede:  Héctor Solá Bezares
- Todos los horarios corresponden a la hora de Caguas, Puerto Rico ( UTC-04:00 )

- Los dos ganadores de grupo con mejores resultados (ganados-perdidos, puntos, balance de puntos) recibirán pases directos a las semifinales, mientras que el otro ganador de grupo jugará en la fase de cuartos de final con los tres equipos de segundo puesto.[1]

|  | Calificadas para Semifinales        |
|  | Calificadas para cuartos de final   |
|  | Clasificación del 5.° al 8.° puesto |

### Grupo A
|     |             | Partidos | Partidos | Partidos |     | Sets | Sets | Sets  | Puntos | Puntos | Puntos |
| Pos | Equipo      | PJ       | PG       | PP       | Pts | SG   | SP   | Ratio | PG     | PP     | Ratio  |
| --- | ----------- | -------- | -------- | -------- | --- | ---- | ---- | ----- | ------ | ------ | ------ |
| 1.º | Puerto Rico | 2        | 2        | 0        | 12  | 6    | 0    | MAX   | 153    | 90     | 1.700  |
| 2.º | México      | 2        | 1        | 1        | 6   | 3    | 4    | 0.750 | 156    | 152    | 1.026  |
| 3.º | Costa Rica  | 2        | 0        | 2        | 3   | 1    | 6    | 0.167 | 104    | 171    | 0.608  |

| Fecha            | Hora  | Equipo 1    | Sets  | Equipo 2    | Set 1 | Set 2 | Set 3 | Set 4 | Set 5 | Total |
| ---------------- | ----- | ----------- | ----- | ----------- | ----- | ----- | ----- | ----- | ----- | ----- |
| 12 de septiembre | 21:00 | Puerto Rico | 3 : 0 | Costa Rica  | 25-8  | 25-12 | 25-10 |       |       | 75-30 |
| 13 de septiembre | 16:00 | Costa Rica  | 1 : 3 | México      | 21-25 | 25-21 | 11-25 | 17-25 |       | 74-96 |
| 14 de septiembre | 20:00 | México      | 0 : 3 | Puerto Rico | 16-25 | 18-25 | 26-28 |       |       | 60-78 |

### Grupo B
|     |                   | Partidos | Partidos | Partidos |     | Sets | Sets | Sets  | Puntos | Puntos | Puntos |
| Pos | Equipo            | PJ       | PG       | PP       | Pts | SG   | SP   | Ratio | PG     | PP     | Ratio  |
| --- | ----------------- | -------- | -------- | -------- | --- | ---- | ---- | ----- | ------ | ------ | ------ |
| 1.º | Estados Unidos    | 2        | 2        | 0        | 12  | 6    | 0    | MAX   | 150    | 102    | 1.471  |
| 2.º | Canadá            | 2        | 1        | 1        | 6   | 3    | 4    | 0.750 | 164    | 153    | 1.072  |
| 3.º | Trinidad y Tobago | 2        | 0        | 2        | 3   | 1    | 6    | 0.167 | 119    | 178    | 0.669  |

| Fecha            | Hora  | Equipo 1          | Sets  | Equipo 2          | Set 1 | Set 2 | Set 3 | Set 4 | Set 5 | Total  |
| ---------------- | ----- | ----------------- | ----- | ----------------- | ----- | ----- | ----- | ----- | ----- | ------ |
| 12 de septiembre | 17:00 | Canadá            | 3 : 1 | Trinidad y Tobago | 25-15 | 28-30 | 25-22 | 25-11 |       | 103-78 |
| 13 de septiembre | 20:00 | Estados Unidos    | 3 : 0 | Canadá            | 25-19 | 25-19 | 25-23 |       |       | 75-61  |
| 14 de septiembre | 16:00 | Trinidad y Tobago | 0 : 3 | Estados Unidos    | 14-25 | 16-25 | 11-25 |       |       | 41-75  |

### Grupo C
|     |                 | Partidos | Partidos | Partidos |     | Sets | Sets | Sets  | Puntos | Puntos | Puntos |
| Pos | Equipo          | PJ       | PG       | PP       | Pts | SG   | SP   | Ratio | PG     | PP     | Ratio  |
| --- | --------------- | -------- | -------- | -------- | --- | ---- | ---- | ----- | ------ | ------ | ------ |
| 1.º | Cuba            | 2        | 2        | 0        | 12  | 6    | 0    | MAX   | 154    | 99     | 1.556  |
| 2.º | Rep. Dominicana | 2        | 1        | 1        | 7   | 3    | 3    | 1.000 | 139    | 116    | 1.198  |
| 3.º | Panamá          | 2        | 0        | 2        | 2   | 0    | 6    | 0.000 | 72     | 150    | 0.480  |

| Fecha            | Hora  | Equipo 1        | Sets  | Equipo 2        | Set 1 | Set 2 | Set 3 | Set 4 | Set 5 | Total |
| ---------------- | ----- | --------------- | ----- | --------------- | ----- | ----- | ----- | ----- | ----- | ----- |
| 12 de septiembre | 15:00 | Rep. Dominicana | 3 : 0 | Panamá          | 25-12 | 25-10 | 25-15 |       |       | 75-37 |
| 13 de septiembre | 17:30 | Panamá          | 3 : 0 | Cuba            | 13-25 | 15-25 | 7-25  |       |       | 35-75 |
| 14 de septiembre | 18:00 | Cuba            | 3 : 0 | Rep. Dominicana | 25-15 | 29-27 | 25-22 |       |       | 79-64 |

## Ronda final
- Del 15 al 17 de septiembre
- Sede:  Héctor Solá Bezares
- Todos los horarios corresponden a la hora de Caguas, Puerto Rico ( UTC-04:00 )

|  |                                |                                |                                |  |  | Cuartos de final 15 de septiembre | Cuartos de final 15 de septiembre | Cuartos de final 15 de septiembre |  |  | Semifinales 16 de septiembre | Semifinales 16 de septiembre | Semifinales 16 de septiembre |  |  | Final 17 de septiembre         | Final 17 de septiembre         | Final 17 de septiembre         |
|  |                                |                                |                                |  |  |                                   |                                   |                                   |  |  |                              |                              |                              |  |  |                                |                                |                                |
|  |                                |                                |                                |  |  |                                   |                                   |                                   |  |  | 1B                           | Estados Unidos               | 3                            |  |  |                                |                                |                                |
|  | Quinto puesto 17 de septiembre | Quinto puesto 17 de septiembre | Quinto puesto 17 de septiembre |  |  | 1B                                | Estados Unidos                    | 3                                 |  |  | 1C                           | Cuba                         | 0                            |  |  |                                |                                |                                |
|  |                                |                                |                                |  |  | 2A                                | México                            | 0                                 |  |  |                              |                              |                              |  |  | 1B                             | Estados Unidos                 | 3                              |
|  | 2A                             | México                         | 3                              |  |  |                                   |                                   |                                   |  |  |                              |                              |                              |  |  | 2C                             | Rep. Dominicana                | 0                              |
|  | 2B                             | Canadá                         | 1                              |  |  |                                   |                                   |                                   |  |  | 2C                           | Rep. Dominicana              | 3                            |  |  |                                |                                |                                |
|  |                                |                                |                                |  |  | 2C                                | Rep. Dominicana                   | 3                                 |  |  | 1A                           | Puerto Rico                  | 0                            |  |  | Tercer puesto 17 de septiembre | Tercer puesto 17 de septiembre | Tercer puesto 17 de septiembre |
|  |                                |                                |                                |  |  | 2B                                | Canadá                            | 0                                 |  |  |                              |                              |                              |  |  |                                |                                |                                |
|  |                                |                                |                                |  |  |                                   |                                   |                                   |  |  |                              |                              |                              |  |  | 1C                             | Cuba                           | 3                              |
|  |                                |                                |                                |  |  |                                   |                                   |                                   |  |  |                              |                              |                              |  |  | 1A                             | Puerto Rico                    | 0                              |

### Clasificación 7°-9° puesto
| Fecha            | Hora  | Equipo 1   | Sets  | Equipo 2 | Set 1 | Set 2 | Set 3 | Set 4 | Set 5 | Total |
| ---------------- | ----- | ---------- | ----- | -------- | ----- | ----- | ----- | ----- | ----- | ----- |
| 15 de septiembre | 16:00 | Costa Rica | 3 : 1 | Panamá   | 25-21 | 25-17 | 21-25 | 25-19 |       | 96-82 |

### Cuartos de final
| Fecha            | Hora  | Equipo 1        | Sets  | Equipo 2 | Set 1 | Set 2 | Set 3 | Set 4 | Set 5 | Total |
| ---------------- | ----- | --------------- | ----- | -------- | ----- | ----- | ----- | ----- | ----- | ----- |
| 15 de septiembre | 18:00 | Estados Unidos  | 3 : 0 | México   | 25-11 | 25-8  | 25-19 |       |       | 75–38 |
| 15 de septiembre | 20:00 | Rep. Dominicana | 3 : 0 | Canadá   | 25-17 | 25-22 | 25-21 |       |       | 75–60 |

### Séptimo puesto
| Fecha            | Hora  | Equipo 1          | Sets  | Equipo 2   | Set 1 | Set 2 | Set 3 | Set 4 | Set 5 | Total |
| ---------------- | ----- | ----------------- | ----- | ---------- | ----- | ----- | ----- | ----- | ----- | ----- |
| 16 de septiembre | 16:00 | Trinidad y Tobago | 3 : 0 | Costa Rica | 26-24 | 25-21 | 25-12 |       |       | 76-57 |

### Semifinales
| Fecha            | Hora  | Equipo 1    | Sets  | Equipo 2        | Set 1 | Set 2 | Set 3 | Set 4 | Set 5 | Total |
| ---------------- | ----- | ----------- | ----- | --------------- | ----- | ----- | ----- | ----- | ----- | ----- |
| 16 de septiembre | 18:00 | Cuba        | 0 : 3 | Estados Unidos  | 20-25 | 17-25 | 13-25 |       |       | 50-75 |
| 16 de septiembre | 20:00 | Puerto Rico | 0 : 3 | Rep. Dominicana | 16-25 | 23-25 | 22-25 |       |       | 61-75 |

### Quinto puesto
| Fecha            | Hora  | Equipo 1 | Sets  | Equipo 2 | Set 1 | Set 2 | Set 3 | Set 4 | Set 5 | Total |
| ---------------- | ----- | -------- | ----- | -------- | ----- | ----- | ----- | ----- | ----- | ----- |
| 17 de septiembre | 16:00 | Canadá   | 1 : 3 | México   | 25-22 | 23-25 | 18-25 | 22-25 |       | 88–97 |

### Tercer puesto
| Fecha            | Hora  | Equipo 1 | Sets  | Equipo 2    | Set 1 | Set 2 | Set 3 | Set 4 | Set 5 | Total |
| ---------------- | ----- | -------- | ----- | ----------- | ----- | ----- | ----- | ----- | ----- | ----- |
| 17 de septiembre | 18:30 | Cuba     | 3 : 0 | Puerto Rico | 25-20 | 25-15 | 25-21 |       |       | 75-56 |

### Final
| Fecha            | Hora  | Equipo 1       | Sets  | Equipo 2        | Set 1 | Set 2 | Set 3 | Set 4 | Set 5 | Total |
| ---------------- | ----- | -------------- | ----- | --------------- | ----- | ----- | ----- | ----- | ----- | ----- |
| 17 de septiembre | 20:00 | Estados Unidos | 3 : 0 | Rep. Dominicana | 25-15 | 26-23 | 25-18 |       |       | 75-56 |

## Posiciones finales
| Pos.              | Equipo               |
| ----------------- | -------------------- |
| Medalla de oro    | Estados Unidos       |
| Medalla de plata  | República Dominicana |
| Medalla de bronce | Cuba                 |
| 4                 | Puerto Rico          |
| 5                 | México               |
| 6                 | Canadá               |
| 7                 | Trinidad y Tobago    |
| 8                 | Costa Rica           |
| 9                 | Panamá               |

| \| \| \| \| \| Campeón Estados Unidos[2] 6.º título \| Plantel: 4 Lindsey Napela Berg, 6 Nicole Marie Davis, 7 Heather Erin Bown, 8 Alisha Rebecca Glass Childress, 9 Jennifer Claire Tamas , 10 Kimberly Marie Glass, 11 Jordan Larson-Burbach, 12 Nancy Jean Metcalf, 15 Logan Maile Lei Tom, 16 Foluke Akinradewo Gunderson, 18 Megan Hodge Easy, 19 Destinee Dante Hooker. Entrenador: Hugh Donald McCutcheon |
| |
| |
| Campeón Estados Unidos 6.º título |

|                                   |
|                                   |
| Campeón Estados Unidos 6.º título |

## Distinciones individuales
| Categoría                     | Ganadora                 |
| ----------------------------- | ------------------------ |
| Jugadora Más Valiosa (MVP)    | Bethania de la Cruz Peña |
| Mejor colocadora / armadora   | Lindsey Napela Berg      |
| Mejor líbero                  | Brenda Castillo          |
| Mayor anotadora               | Sarah Lindsey Pavan      |
| Mejor atacante                | Yanelis Santos Allegne   |
| Mejor bloqueadora             | Marisa Field             |
| Mejor servidora               | Logan Maile Lei Tom      |
| Mejor defensora               | Brenda Castillo          |
| Mejor receptora               | Brenda Castillo          |
| Premio Eugenio George Lafitta | Hugh Donald McCutcheon   |